# Qays ibn al-Hàytham as-Sulamí
Qays ibn al-Hàytham as-Sulamí —àrab: قيس بن الهيثم السلمي, Qays b. al-Hayṯam as-Sulamī— fou un notable àrab de la tribu Sulaym, que va governar el Khurasan.
Vers el 649/650 apareix com a comandant del districte de Nixapur (649/650) i va realitzar la conquesta de Sarakhs (651/652). Va combatre a la família persa dels Karen. Vers el 658 ja s'havia declarat obertament favorable a Muàwiya I i el 662 fou nomenat governador per aquest poc després d'arribar al poder, per consell d'Abd-Al·lah ibn Àmir, la mare del qual era membre de la branca Sammal dels Sulaym. Va exercir el govern durant uns dos anys. Encara que la cronologia és confusa podria ser un personatge diferent d'Úmar ibn al-Hàytham que hauria exercit el govern uns anys abans (658-651). Era cosí d'Abd-Al·lah ibn Khàzim, que va governar del 661 al 662 i del 683 al 692.